# Jean-Pascal Zadi
Jean-Pascal Zadi (n. 22 august 1980, Bondy, Île-de-France, Franța) este un actor francez, regizor de film, producător de film și rapper francez de origine ivoriană. Inițial s-a lansat în muzică în cadrul grupului La Cellule. La 20 ianuarie 2023 serialul Singurul candidat a fost lansat pe Netflix unde are rolul principal și este și regizor.

## Filmografie

### Actor

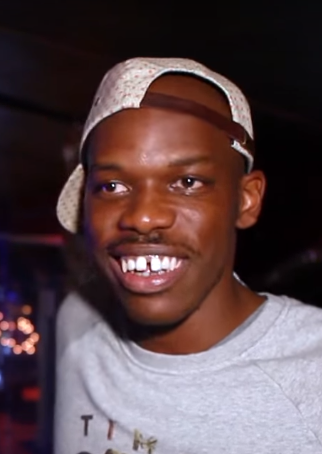
Jean-Pascal Zadi (în 2015)

- 2014 : Le Crocodile du Botswanga de Fabrice Éboué : Cameraman
- 2017 : Coexister de Fabrice Éboué : Pink Kalash
- 2018 : Taxi 5 : le cultivateur de cannabis clandestin
- 2018 : Un homme pressé d'Hervé Mimran : un serveur
- 2018 : Nicky Larson et le Parfum de Cupidon de Philippe Lacheau : un gendarme
- 2020 : Tout simplement noir de lui-même et John Wax : J. P.
- 2022 : Coupez ! de Michel Hazanavicius : Fatih
- 2022 : L'Année du requin de Zoran et Ludovic Boukherma : Blaise
- 2022 : Fumer fait tousser de Quentin Dupieux : Mercure
- 2023 : Yo Mama de Leïla Sy et Amadou Mariko : Dozingo
- 2023 : En place : Pierre Blé
- 2024 : Dans la peau de Blanche Houellebecq de Guillaume Nicloux : Lui-même
- 2024 : L'Amour ouf de Gilles Lellouche
- 2024 : Pourquoi tu souris ? de Chad Chenouga și Christine Paillard : Wisi
- 2024 : Le Procès du chien de Lætitia Dosch : Marc